# Finwë
Finwë Nölome es un personaje ficticio del legendarium del escritor J. R. R. Tolkien, que aparece en la novela El Silmarillion. Es un Elfo, uno de los tres embajadores, junto con Ingwë y Elwë, escogidos por el Vala Oromë para ir a Valinor y hablar en nombre de los Elfos, debido al llamamiento realizado por los Valar para que estos fueran a habitar en Aman.
El pueblo que siguió a Finwë a Valinor fue luego conocido como los Noldor, los Elfos Profundos, amigos de Aulë, que alcanzaron un gran renombre en la Tierra Media. Finwë es considerado el primer Rey Supremo de los Noldor en Aman.
Finwë tuvo en Eldamar un hijo con Míriel Serindë, al que puso el nombre de Curufinwë. Su madre, sin embargo siempre llamó a este niño Fëanor, que significa "Espíritu de fuego" en la lengua quenya. Su reinado duró cerca de 9.000 años.
Tras el nacimiento de Fëanor, Miriel se sintió muy cansada y decidió ir a los Jardines de Lórien, donde se tendió a descansar y murió, pues ya no quiso regresar de las Estancias de Mandos. Al casarse Feänor, Finwë tomó como segunda esposa a Indis de los Vanyar, con la cual tuvo 4 hijos: Fingolfin, Findis, Lalwen y Finarfin.
Luego de la liberación de Melkor y de los terribles acontecimientos desencadenados por las mentiras que este logró inducir entre sus hijos, Finwë abandonó Tirion y se fue al destierro en Formenos junto a su hijo mayor. Allí encontró finalmente la muerte a manos de Melkor Morgoth, en medio de la oscuridad producida por la araña Ungoliant.